# Baðsheiði
Baðsheiði är en hed i republiken Island.   Den ligger i regionen Suðurland, i den sydvästra delen av landet, 90 km öster om huvudstaden Reykjavík.